# Slot machine
Caça-níquel, caça-níqueis (português brasileiro) ou slot machine, máquina de slots (português europeu) (no Brasil o termo vindo do castelhano: máquina tragamonedas) é uma máquina de jogo que funciona por meio da introdução de moedas e que paga um prêmio, igualmente em moedas ou com a emissão de um voucher (bilhete de pagamento), a quem acertar as combinações previstas. 

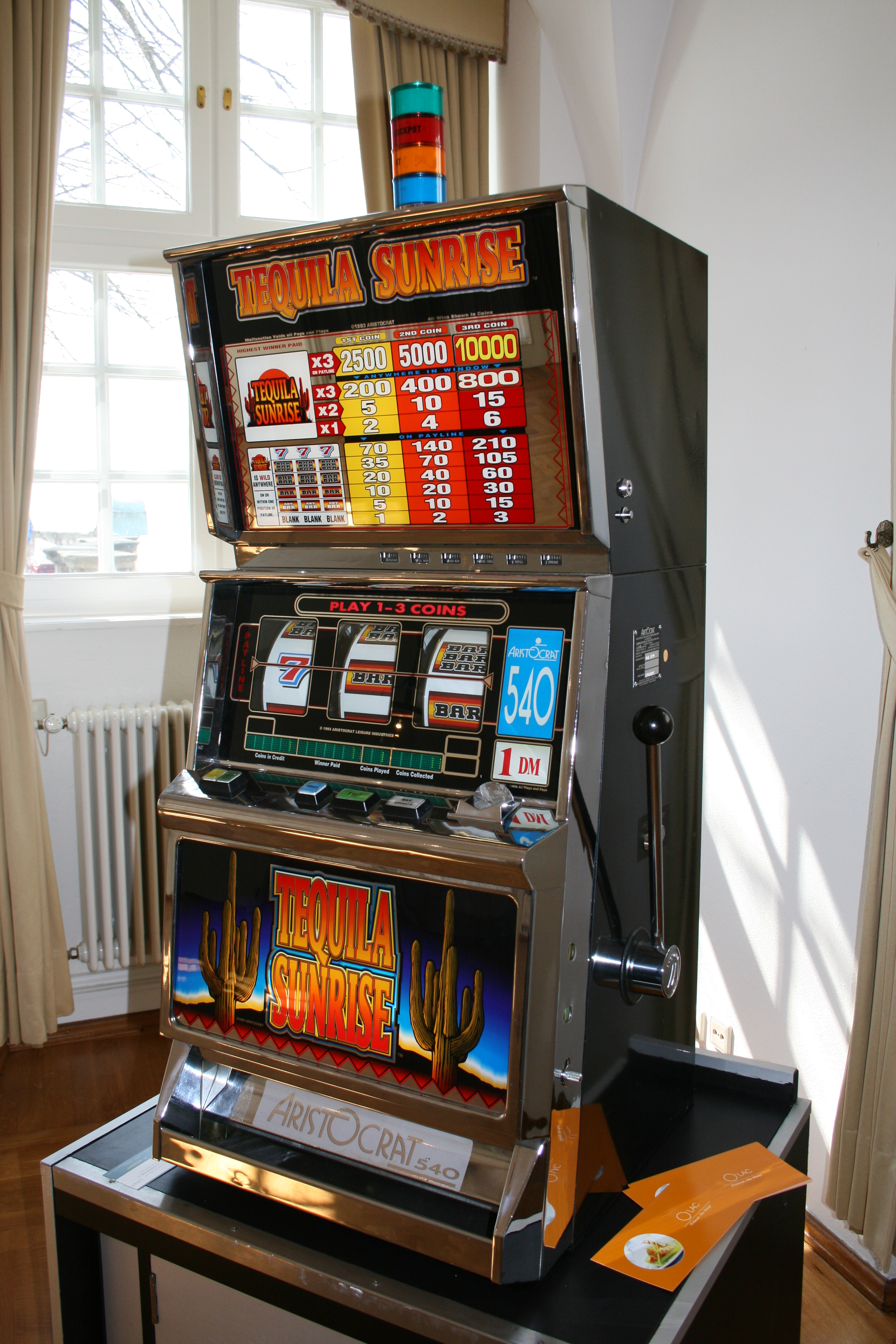
Uma slot machine nomeado "Tequila Sunrise".

A criação pioneira de Charles Fey, o "Liberty Bell", marcou o surgimento do primeiro caça-níquel mecânico em 1895. Fey, um mecânico de automóveis de São Francisco (1862-1944), projetou a máquina com três rolos giratórios, adornados com símbolos como diamantes, espadas e corações, além da imagem de um Sino da Liberdade rachado. Um giro bem-sucedido que exibisse três sinos consecutivos resultava no maior pagamento, equivalente a cinquenta centavos ou dez níqueis.
No Brasil, são proibidas por lei, enquanto em Portugal há opções legalizadas: por exemplo, casas de apostas online que possuem licença do Serviço de Regulação e Inspeção de Jogos podem promover jogos com slots.

## Caça-níqueis no Brasil
A exploração econômica de jogos de azar foi originalmente proibida a partir da Lei das Contravenções Penais, que estabeleceu como contravenção penal o estabelecimento ou a exploração de jogos de azar em lugar público (art. 50). Não obstante, a existência de bingos, anteriormente atingidos por essa mesma contravenção, veio a ser posteriormente autorizada com a edição da Lei n. 8.672/93, com a estrita finalidade de angariar recursos para o fomento do desporto. Desse modo, durante a vigência desta e das leis que a substituíram, houve entendimento parcial de que também os caça-níqueis, por serem meios de operacionalizar a mesma finalidade, estariam permitidos. No entanto, a partir de 31 de dezembro de 2001, a vigência da última norma autorizadora se encerraria, fazendo com que as modalidades de jogos de azar como bingos e caça-níqueis tornassem a se enquadrar na contravenção penal.
Para ratificar essa posição, a Medida Provisória (MP) n. 168, de 2004, proibiu expressamente no território brasileiro a exploração de jogos em máquinas eletrônicas de qualquer natureza. No mesmo ano, contudo, o Senado Federal entendeu pela rejeição da MP 168/04 em razão da ausência de relevância e urgência, requisitos para a edição de Medida Provisória pelo Presidente da República, conforme determinado pelo art. 62 da Constituição.
Deste modo, no cenário atual, a exploração de slot machines no Brasil é proibida, sendo vista como contravenção penal punível por prisão simples, de três meses a um ano, e multa.
O mesmo, contudo, não se aplica aos caça-níqueis virtuais, conhecidos como bets. Ainda que envolvidos por diversas polêmicas, os serviços de apostas virtuais vêm sendo gradualmente permitidos, com início na Lei n. 13.756/2018, a qual instituiu a modalidade "apostas de quota fixa" como sendo permitida. Posteriormente, a Lei n. 14.790/2023 veio a incluir no conceito de aposta de quota fixa também os jogos online, regularizando o setor e garantindo com que as empresas que exercessem a atividade recolham os devidos tributos e cumpram as determinações da legislação brasileira.
Em 31 de julho de 2024, o Ministério da Fazenda, durante o governo do presidente Luiz Inácio Lula da Silva, publicou a Portaria nº 1.207, que estabelece regras específicas para diversas modalidades de apostas online, incluindo caça-níqueis (slots), jogos de colisão (crash games), roletas, blackjack, dados e outras categorias de jogos virtuais.